# Lappurträsket
Lappurträsket är en sjö i Älvsbyns kommun i Norrbotten och ingår i Piteälvens huvudavrinningsområde. Sjön är 5,1 meter djup, har en yta på 0,264 kvadratkilometer och är belägen 106 meter över havet. Lappurträsket ligger i Piteälven Natura 2000-område.

## Delavrinningsområde
Lappurträsket ingår i det delavrinningsområde (729420-172628) som SMHI kallar för Utloppet av Lillträsket. Medelhöjden är 147 meter över havet och ytan är 31,91 kvadratkilometer. Det finns inga avrinningsområden uppströms utan avrinningsområdet är högsta punkten. Korsträskbäcken som avvattnar avrinningsområdet har biflödesordning 2, vilket innebär att vattnet flödar genom totalt 2 vattendrag innan det når havet efter 61 kilometer. Avrinningsområdet består mestadels av skog (77 procent). Avrinningsområdet har 1,16 kvadratkilometer vattenytor vilket ger det en sjöprocent på 3,6 procent.